# Photograph (Ringo Starr)
Photograph is een single van Ringo Starr. Het is afkomstig van zijn derde album Ringo. Na het uiteenvallen van The Beatles had Ringo Starr een vijftal singles die de Nederlandse en Belgische hitparades wist te bereiken. Photograph was de derde in de rij. Uitgebracht in 1973 kreeg het in 2002 een nieuwe betekenis voor Starr na het overlijden van George Harrison. Het lied, geschreven door Starr en Harrison, bevat de volgende zinsnede: "But all I've got is a photograph, and I realise you're not coming back anymore".

## Musici
Om de single (en het album) op te nemen werd een hele rij al dan niet bekende musici ingeschakeld:
- Ringo Starr – slagwerk, zang
- George Harrison – 12-akoestische gitaar, achtergrondzang
- Vini Poncia – akoestische gitaar
- Jimmy Calvert – akoestische gitaar
- Nicky Hopkins – piano
- Klaus Voormann – basgitaar
- Bobby Keyes – tenorsaxofoon
- Lon Van Eaton – percussie
- Derrek Van Eaton – percussie
- Jim Keltner – slagwerk
- Jack Nitzsche – arrangement

## Hitnoteringen
Het lied werd een groot succes met een nummer 1-notering in de Billboard Hot 100.

### Nederlandse Top 40
Het was eerst Alarmschijf.
| Hitnotering: week 44/1973 t/m 1/1974 | Hitnotering: week 44/1973 t/m 1/1974 | Hitnotering: week 44/1973 t/m 1/1974 | Hitnotering: week 44/1973 t/m 1/1974 | Hitnotering: week 44/1973 t/m 1/1974 | Hitnotering: week 44/1973 t/m 1/1974 | Hitnotering: week 44/1973 t/m 1/1974 | Hitnotering: week 44/1973 t/m 1/1974 | Hitnotering: week 44/1973 t/m 1/1974 | Hitnotering: week 44/1973 t/m 1/1974 | Hitnotering: week 44/1973 t/m 1/1974 | Hitnotering: week 44/1973 t/m 1/1974 |
| Week:                                | 1                                    | 2                                    | 3                                    | 4                                    | 5                                    | 6                                    | 7                                    | 8                                    | 9                                    | 10                                   |                                      |
| ------------------------------------ | ------------------------------------ | ------------------------------------ | ------------------------------------ | ------------------------------------ | ------------------------------------ | ------------------------------------ | ------------------------------------ | ------------------------------------ | ------------------------------------ | ------------------------------------ | ------------------------------------ |
| Positie:                             | 20                                   | 10                                   | 5                                    | 4                                    | 5                                    | 10                                   | 17                                   | 32                                   | 35                                   | 37                                   | uit                                  |

### NederlandseDaverende 30
| Hitnotering: 3-11-1973 t/m 21-12-1973 | Hitnotering: 3-11-1973 t/m 21-12-1973 | Hitnotering: 3-11-1973 t/m 21-12-1973 | Hitnotering: 3-11-1973 t/m 21-12-1973 | Hitnotering: 3-11-1973 t/m 21-12-1973 | Hitnotering: 3-11-1973 t/m 21-12-1973 | Hitnotering: 3-11-1973 t/m 21-12-1973 | Hitnotering: 3-11-1973 t/m 21-12-1973 | Hitnotering: 3-11-1973 t/m 21-12-1973 |
| Week:                                 | 1                                     | 2                                     | 3                                     | 4                                     | 5                                     | 6                                     | 7                                     |                                       |
| ------------------------------------- | ------------------------------------- | ------------------------------------- | ------------------------------------- | ------------------------------------- | ------------------------------------- | ------------------------------------- | ------------------------------------- | ------------------------------------- |
| Positie:                              | 19                                    | 7                                     | 4                                     | 4                                     | 5                                     | 10                                    | 16                                    | uit                                   |

### BelgischeBRT Top 30
| Hitnotering: 24-11-1973 t/m 8-2-1974 | Hitnotering: 24-11-1973 t/m 8-2-1974 | Hitnotering: 24-11-1973 t/m 8-2-1974 | Hitnotering: 24-11-1973 t/m 8-2-1974 | Hitnotering: 24-11-1973 t/m 8-2-1974 | Hitnotering: 24-11-1973 t/m 8-2-1974 | Hitnotering: 24-11-1973 t/m 8-2-1974 | Hitnotering: 24-11-1973 t/m 8-2-1974 | Hitnotering: 24-11-1973 t/m 8-2-1974 | Hitnotering: 24-11-1973 t/m 8-2-1974 | Hitnotering: 24-11-1973 t/m 8-2-1974 | Hitnotering: 24-11-1973 t/m 8-2-1974 | Hitnotering: 24-11-1973 t/m 8-2-1974 | Hitnotering: 24-11-1973 t/m 8-2-1974 |
| Week:                                | 1                                    | 2                                    | 3                                    | 4                                    | 5                                    | 6                                    | 7                                    | 8                                    | 9                                    |                                      | 10                                   |                                      |                                      |
| ------------------------------------ | ------------------------------------ | ------------------------------------ | ------------------------------------ | ------------------------------------ | ------------------------------------ | ------------------------------------ | ------------------------------------ | ------------------------------------ | ------------------------------------ | ------------------------------------ | ------------------------------------ | ------------------------------------ | ------------------------------------ |
| Positie:                             | 4                                    | 15                                   | 4                                    | 7                                    | 7                                    | 7                                    | 5                                    | 10                                   | 21                                   | x                                    | 30                                   | uit                                  |                                      |

### Britse Single top 50
| Hitnotering: 27-10-1973 t/m 25-1-1974 | Hitnotering: 27-10-1973 t/m 25-1-1974 | Hitnotering: 27-10-1973 t/m 25-1-1974 | Hitnotering: 27-10-1973 t/m 25-1-1974 | Hitnotering: 27-10-1973 t/m 25-1-1974 | Hitnotering: 27-10-1973 t/m 25-1-1974 | Hitnotering: 27-10-1973 t/m 25-1-1974 | Hitnotering: 27-10-1973 t/m 25-1-1974 | Hitnotering: 27-10-1973 t/m 25-1-1974 | Hitnotering: 27-10-1973 t/m 25-1-1974 | Hitnotering: 27-10-1973 t/m 25-1-1974 | Hitnotering: 27-10-1973 t/m 25-1-1974 | Hitnotering: 27-10-1973 t/m 25-1-1974 | Hitnotering: 27-10-1973 t/m 25-1-1974 | Hitnotering: 27-10-1973 t/m 25-1-1974 |
| Week:                                 | 1                                     | 2                                     | 3                                     | 4                                     | 5                                     | 6                                     | 7                                     | 8                                     | 9                                     | 10                                    | 11                                    | 12                                    | 13                                    |                                       |
| ------------------------------------- | ------------------------------------- | ------------------------------------- | ------------------------------------- | ------------------------------------- | ------------------------------------- | ------------------------------------- | ------------------------------------- | ------------------------------------- | ------------------------------------- | ------------------------------------- | ------------------------------------- | ------------------------------------- | ------------------------------------- | ------------------------------------- |
| Positie:                              | 26                                    | 24                                    | 13                                    | 8                                     | 10                                    | 11                                    | 14                                    | 35                                    | 37                                    | 37                                    | 35                                    | 39                                    | 50                                    | uit                                   |

### NPO Radio 2 Top 2000
| Nummer met noteringen in de NPO Radio 2 Top 2000 | '99  | '00  | '01  | '02  | '03  | '04  | '05  |
| ------------------------------------------------ | ---- | ---- | ---- | ---- | ---- | ---- | ---- |
| Photograph                                       | 1408 | 1456 | 1816 | 1451 | 1614 | 1603 | 1687 |

1. ↑  Een vetgedrukt getal geeft de hoogste notering aan.
2. ↑  Deze tabel is bijgewerkt tot en met de laatste editie (2024).